# لیگ فوتبال استان مرکزی
لیگ استان مرکزی بالاترین سطح فوتبال در استان مرکزی می‌باشد که در پنجمین سطح از فوتبال ایران و بعد از لیگ دسته سوم فوتبال ایران قرار دارد. قهرمان این جام به مسابقات کشوری لیگ دسته سوم فوتبال ایران راه می‌یابد و جواز حضور در جام حذفی را کسب می‌کند.
این مسابقات بخشی از برنامه ویژه آسیا است.

## نحوه برگزاری
مسابقات در یک مرحله و بین ۸ تیم برگزار می‌شود. قهرمان لیگ به لیگ دسته سوم فوتبال ایران صعود می‌کنداین مسابقات هر سال توسط هیئت فوتبال استان مرکزی برگزار می‌شود.

## فصل ۹۷–۱۳۹۸

### تیم‌های حاضر
- پاس ساوه
- میلان اراک
- شهرداری ساوه
- آلومینیوم اراک
- گسترش اراک
- ازنا جوان شازند
- استقلال دربند خمین
- آریا سنگ محلات
- عقاب شازند
- جوانان روستای مکان